# Max Rasmussen (amtsdirektør)
 Der er flere personer med dette navn, se Max Rasmussen.
Max Rasmussen (født 23. juli 1939 i Assens) var amtsdirektør for Fyns Amt i årene 1982 til 2002.
Rasmussen blev uddannet cand.jur. fra Københavns Universitet i 1964 og cand.art. i historie sammesteds i 1968. I 1972 blev han ansat i Fyns Amt som kontorchef, to år efter kommunalreformen (1970). I 1978 blev han forvaltningschef, og fire år efter amtsdirektør. Sammen med amtsborgmester Jens Peter Fisker spillede Max Rasmussen en hovedrolle i opbygningen af det moderne sygehusvæsen på Fyn.
Frem til 1999 var Max Rasmussen medlem af bestyrelsen for Dafolo Holding A/S og Dafolo A/S, og frem til 2006 medlem af repræsentantskabet for Jyske Bank.
Rasmussen er eller har været censor ved Syddansk Universitet, Aarhus Universitet, Aalborg Universitet og Københavns Universitet. Han har også været seniorforsker ved Copenhagen Business School og er Ridder af 1. grad af Dannebrog.